# Хилтон, Роберт Дейл
Роберт Дейл Хилтон (англ. Robert Dale Hylton; 20 мая 1930, Стратмор, Калифорния — 1 февраля 2008, Декейтер, Иллинойс) — американский общественный деятель, активист и защитник прав животных и гуманного к ним отношения, педагог и лектор, более всего известный своей непримиримой позицией против проведения родео. В течение более чем тридцати лет был советником Американского Гуманитарного общества.
Когда Хилтон был ребёнком, его мать развелась с отцом и повторно вышла замуж. В скором времени он вместе с семьёй переехал из города на ферму отчима, занимавшегося как выращиванием овощей, так и разведением коров и кур. Именно там Хилтон полюбил животных и впервые задался вопросом о гуманном отношении к ним. Окончив высшую школу в Сан-Бернардино и библейский колледж в Ла-Верне, он некоторое время торговал билетами на улице, а затем был призван в армию, где служил в медицинском корпусе и впоследствии некоторое время работал в качестве военного санитара в Сан-Франциско.
В 1964 году он устроился на работу в пенсильванское отделение Американского гуманитарного общества в качестве детектива: в его задачу входило расследование незаконной организации приютов для кошек и собак с целью их последующей продажи лабораториям для научных экспериментов. Его многочисленные статьи, основанные на результатах расследования, вынудили Законодательное собрание штата в 1965 году принять закон, ужесточающий требования для получения лицензии на открытие приюта для животных, а позже были использованы для лоббирования принятия Закона о животных 1966 года, регулирующего использование животных в научных исследованиях и прочих сферах деятельности. С этого же года он начал активную общественную деятельность, призывая к улучшению условий содержания животных в приютах, созданию муниципальных фондов для их поддержки, а также активно выступая за полный запрет родео и выступая автором образовательных программ для детей, которые, по его мнению, должны были воспитать в них гуманное отношение к животным.
В 1967 году Хилтон был назначен директором Национального центра гуманитарного образования АГО, в середине 1970-х годов в связи с продажей центра переехал в Вашингтон, где начал работу в местном отделении общества, занимался инспекцией приютов для животных и разрабатывал новые образовательные программы. Формально вышел в отставку в 1998 году, в 2003 году изложил свои взгляды на отношение к животным в книге «God’s Messengers: What Animals Teach Us About the Divine».